# 沖縄大学
沖縄大学（おきなわだいがく、英語: Okinawa University）は、沖縄県那覇市字国場555番地に本部を置く私立大学。1961年創立、1974年大学設置。大学の略称は沖大（おきだい）。

## 概観
日本国内の大学としては最南端の大学である。
かつて沖縄女子短期大学は島尻郡与那原町へ移転するまで国内最南端の大学であった。

## 沿革
（沿革節の主要な出典は公式サイト）

### 略歴
上記で1974年設置と表記しているが、日本の文部省認可に基づく日本の私立大学としてであり、大学は、沖縄県がアメリカの施政権下にあった1961年に、琉球政府の認可の下で開学している。
1972年の日本復帰の際に、無認可状態になった。当時の人口進学率を根拠に沖縄県で複数の大学の存続は困難であるとして、文部省が国際大学（宜野湾市）と合併を構想したことによる。
1974年文部省に認可されるまでの無認可期間を「沖大存続闘争」と称することがある。当時は学生自治会が学生から学費を集め、教員と職員たちに頭割りで給料を支給した。この期間の名残で学長選挙は教員と職員に投票権がある。「沖大存続闘争」で学内は国際大学と合併賛成、反対に分かれ、合併反対派が現沖縄大学となった。合併賛成派は、国際大学とともに沖縄国際大学を設立した。

### 年表
- 1956年（昭和31年）11月 - 琉球政府により財団法人嘉数学園の設立が認可
- 1957年（昭和32年）4月 - 沖縄高等学校開校
- 1958年（昭和33年）6月 - 沖縄短期大学設置認可
- 1961年（昭和36年）
  - 2月 - 琉球政府により沖縄大学の設置が認可
  - 4月 - 沖縄大学開学
- 1974年（昭和49年）
  - 2月 - 沖縄大学（法経学部法学科・経済学科）および沖縄短期大学（英語科1部・同2部）、文部省より再認可
  - 4月 - 沖縄大学および沖縄短期大学開学
- 1980年（昭和55年） - 沖縄高等学校を沖縄尚学高等学校へ名称変更
- 1988年（昭和63年）
  - 4月 - 沖縄短期大学を沖縄大学短期大学部へ名称変更
  - 6月 - 地域研究所を設置
- 1991年（平成3年）5月 - 沖縄尚学高等学校を法人分離
- 1994年（平成6年）4月 - 留学生別科を設置
- 1996年（平成8年）12月 - 法経学部法経学科を認可（法経学部の法学科・経済学科を統合）
- 1997年（平成9年）4月 - 法経学部法経学科を開設
- 1998年（平成10年）12月 - 人文学部国際コミュニケーション学科・福祉文化学科の設置認可
- 1999年（平成11年）4月 - 人文学部国際コミュニケーション学科・福祉文化学科を開設
- 2001年（平成13年） - 沖縄大学短期大学部廃止
- 2002年（平成14年）5月 - 国際規格ISO14001審査登録
- 2003年（平成15年）4月 - 早期卒業制度、長期履修制度を導入
- 2005年（平成17年）4月 - 大学院現代沖縄研究科（地域経営専攻・沖縄・東アジア地域研究専攻）修士課程を開設
- 2007年（平成19年）4月 - 人文学部にこども文化学科を開設
- 2010年（平成22年）1月 - 学校法人嘉数学園を学校法人沖縄大学に法人名変更
- 2012年（平成24年）4月 - 教育専攻科開設。人文学部の福祉文化学科に社会福祉専攻、健康スポーツ福祉専攻を設置
- 2016年（平成28年）2月 - 留学生別科を閉科
- 2019年（平成31年）4月 - 健康栄養学部管理栄養学科を開設
- 2020年（令和2年）4月 - 法経学部法経学科を経法商学部経法商学科に名称変更

## 学部
- 経法商学部
  - 経法商学科
    - 法律行政コース
    - 経済経営コース
    - 地域社会コース
- 人文学部
  - 国際コミュニケーション学科
  - 福祉文化学科
    - 社会福祉専攻
    - 健康スポーツ福祉専攻

  - こども文化学科
- 健康栄養学部
  - 管理栄養学科

## 専攻科
- 教育専攻科

## 大学院
- 現代沖縄研究科（修士課程）
  - 地域経営専攻
  - 沖縄・東アジア地域研究専攻

## 付属機関
- 大学図書館
- 地域研究所
- マルチメディア教育研究センター

## 大学関係者

### 歴代学長
- 安良城盛昭
- 新崎盛暉
- 佐久川政一
- 櫻井国俊
- 加藤彰彦
- 仲地博
- 盛口満

### 教員
- 宇井純 - 名誉教授
- 高良沙哉 - 人文学部教授から参議院議員

## 著名な出身者

### 政界
- 大城一馬 - 元沖縄県議会議員　※中退
- 知花昌一 - 元読谷村議会議員　※中退
- 宜保晴毅 - 元豊見城市議会議員、元豊見城市長　※2部(夜間主)卒
- 古謝景春 - 南城市長、元知念村長
- 前川朝平 - 元宜野湾市議会議員　※中退
- 知念覚 - 那覇市長

### スポーツ
- 上原慎也 - サッカー選手
- 池畑満也 - 元プロ野球選手
- 上田正則 - 元プロ野球選手
- 仲地礼亜 - プロ野球選手
- 比嘉公也 - 高校野球指導者

### 芸能
- 山城智二 - 沖縄お笑い団体・演芸集団FECオフィス社長
- SAWA - Sprayボーカル（デビュー時はsinonとしてソロ活動）
- 棚原勝也 - 琉球朝日放送アナウンサー

### その他
- なかいま強 - 漫画家　※中退

## 対外関係

### 国内大学
単位互換協定
協定締結順に掲載
- 和光大学
- 津田塾大学
- 札幌大学
- 旭川市立大学
- 京都精華大学
- 放送大学
- 東京国際大学
- 岐阜協立大学
- 法政大学
- 茨城キリスト教大学
- 広島修道大学
- 神戸親和女子大学
- 立命館大学
- 関東学院大学

### 海外大学
国際・学術交流等協定校・派遣校
- オーストラリア
  - シドニー工科大学・附属語学学校インサーチ（シドニー）
  - ボンド大学・付属英語研修機関大学（クイーンズランド州ゴールド・コースト）
  - ニューイングランド大学・付属英語センター（ニューサウスウェールズ州）
  - 南クィーンズランド大学・付属英語研修機関（クイーンズランド州トゥーンバ）
- アメリカ合衆国
  - エベレット・コミュニティーカレッジ（英語版）（ワシントン州シアトル）
- カナダ
  - ヨーク大学附属英語学校（トロント）
  - ジョージアン・カレッジ（バリー）
- 中国
  - 中央民族大学（北京市）
  - 西安交通大学（西安市）
  - 東華大学（上海市）
  - 上海体育学院（上海市）
- 台湾
  - 東海大学（台中市）
- 韓国
  - 聖公会大学校（ソウル）
- ベトナム
  - ホーチミン市師範大学（ホーチミン）

## 公式サイト
- 沖縄大学